# Actinoschoenus repens
Actinoschoenus repens är en halvgräsart som beskrevs av Jean Raynal. Actinoschoenus repens ingår i släktet Actinoschoenus och familjen halvgräs.
Artens utbredningsområde är Zambia. Inga underarter finns listade i Catalogue of Life.